# الس بوزینا
الس بوزینا (اوکراینی: Оле́сь Олексі́йович Бузина́؛ ۱۳ ژوئیهٔ ۱۹۶۹ – ۱۶ آوریل ۲۰۱۵) روزنامه‌نگار، نویسنده، سیاستمدار اهل اتحاد جماهیر شوروی سوسیالیستی بود. او در سال ۱۹۹۳ فعالیت حرفه‌ای خود را در عرصه روزنامه‌نگاری در مطبوعات اوکراین آغاز کرد. او در سال ۲۰۱۵ توسط افراد ناشناس به قتل رسید.